# Білоглинський сільський округ
Білогли́нський сільський округ (каз. Белоглин ауылдық округі, рос. Белоглинский сельский округ) — адміністративна одиниця у складі Карабалицького району Костанайської області Казахстану. Адміністративний центр — село Білоглинка.
Населення — 1695 осіб (2021; 1874 у 2009, 2518 у 1999, 2721 у 1989).
Станом на 989 рік існувала Білоглинська сільська рада (села Білоглинка, Святославка, селище Научний), станом на 1999 рік центром є село Білоглинка.

## Склад
До складу округу входять такі населені пункти:
| Населений пункт   | Старі назви | Населення, осіб (1989) | Населення, осіб (1999) | Населення, осіб (2009) | Населення, осіб (2021) |
| ----------------- | ----------- | ---------------------- | ---------------------- | ---------------------- | ---------------------- |
| Білоглинка, село  | -           | 1035                   | 943                    | 710                    | 655                    |
| Научне, село      | Научний     | 1001                   | 925                    | 629                    | 594                    |
| Святославка, село | -           | 685                    | 650                    | 535                    | 446                    |